# 京盐高速动车组列车
京盐高速动车组列车是中国铁路运行于首都北京市北京南站至江苏省盐城市盐城站间的高速动车组列车，自2019年1月5日起开行，现每日开行2对列车，途径北京市、河北省、天津市、山东省、江苏省二市三省。其中G1099/1100次由北京局集团北京客运段高铁二队高94组担任客运乘务，G2581/2582次由上海局集团南京客运段高四车队担任客运乘务。

## 历史
2019年1月5日，配合青盐铁路开通，北京局集团新增北京南~盐城北G481/482次列车。
2019年12月30日，配合徐盐客运专线开通，上海局集团新增北京南~盐城G1569/1570次列车；同时配合盐城站改造完毕，G481/482次列车调整至盐城站始发终到。
2021年6月25日，配合京沪高铁运行图重排，本对调图两对列车车次分别调整为G1099/1100次、G2581/2582次。

## 使用列车
G1099/1100次列车使用配属北京局集团北京南动车运用所的CRH380CL；G2581/2582次列车使用配属上海局集团宁波动车运用所的CRH380BL。